# 奥下剛光
奥下 剛光（おくした たけみつ、1975年10月4日 - ）は、日本の政治家。日本維新の会所属の衆議院議員（2期）。

## 来歴
大阪府茨木市出身、履正社高等学校、専修大学卒業。
宮澤喜一、逢沢一郎両衆議院議員の秘書を務めたのち、2007年4月の大阪府議会議員選挙に茨木市選挙区から無所属で立候補するが落選。
その後、橋下徹大阪府知事の私設秘書を務め、橋下の大阪市長転出後は大阪市長特別秘書を務めたほか、家業である建材会社の役員なども務める。
2016年11月、日本維新の会大阪7区支部長に就任。
2017年10月の第48回衆議院議員総選挙では、自由民主党の渡嘉敷奈緒美に敗れ、落選。
2021年10月の第49回衆議院議員総選挙では、渡嘉敷らを破り、初当選した。
2024年10月の第50回衆議院議員総選挙では、渡嘉敷らを破り、再選。

## 人物
- 家族は、妻、息子[9]。
- 父の奥下幸義は、麻生セメントの特約販売店である「新建産業」（茨木市）の社長。母の素子は、橋下徹の後援会長を務めた[10]。2024年3月に奥下は実家に税務調査が入ったと明かしている。父が3年前に亡くなったことによるものであったという[11]。
- 上記の通り実家が麻生セメントの特約販売店だった関係で父が麻生太郎衆議院議員と縁があり、父の紹介により学生時代より宮澤喜一の書生を務める。奥下は宮澤が小渕内閣・森内閣で堺屋太一と閣僚同士だった縁で、堺屋とも知り合いであり、堺屋の意向で2008年大阪府知事選挙で橋下の選挙に携わったことで橋下と知り合ったという[12]。
- 趣味は、サッカー、フットサル、サウナ[9]。
- ウイニングイレブン歴20年[9]。

## 騒動
校庭芝生化寄付を巡る虚偽報告
2009年1月、当時府知事私設秘書だった奥下や橋下後援会関係者が設立に関わる、「小中学校の校庭の芝生化を進める」として個人や企業から資金を募ろうとした団体「グリンク実行委員会」が橋下知事により活動中止を求められた。府は事前交渉で寄付金が団体を経由して基金に入る仕組みになっているため、透明性に問題があるとして、橋下知事や府の名前を使うことを認めていなかったが、橋下によれば「担当課が承諾している」と事実と異なる報告を受けており橋下自らが広告塔を務めていた。橋下は「最後は僕の管理責任。軽率だった」と陳謝したうえで奥下に対し厳重注意したことを明らかにした。
大阪府同和建設協会との関わり
2009年3月、奥下は大阪府に対し、大阪府同和建設協会の後継団体である「大阪府まちづくり建設協会」と府との窓口をつくるよう働きかけを行っていた。同協会は府市からの公共工事を受注する、橋下の政治資金パーティー券あっせん者の関わる複数の企業が所属しており、日本共産党などが「部落解放同盟との癒着をうかがわせるもので重大」として批判していた。
住民訴訟
大阪市長特別秘書在籍時、休職を繰り返していたほか、一般職員の勤務時間中に知人に向けて「タイに行ったのはBestの判断やったんか？」「コムギラブ拝聴。南の島に行きたい病が再発してもうた！！」などと私的なtwitterを投稿していた。そのため、市民11人が特別秘書の業務の実体がないと主張し給与や賞与など計約2200万円の返還を求め訴訟を行った。原告側は奥下が橋下の後援会幹部の息子で、任命自体が不適切だとも主張したが、判決は「市長の裁量権の範囲内」として任命の違法性を否定し、twitterの投稿についても「妥当性はともかく、ただちに違法行為を構成しない」と判断。その上で奥下が中央省庁や政党との連絡調整に従事していたと認定し西田隆裕裁判長は請求を棄却した。
森友学園問題
2017年に発覚した森友学園問題では、国有地の割引について「“口利き”したのは私です」と週刊文春に証言した元鳩山邦夫事務所参与の肩書を持つ男が、新建産業の元社員であったことが週刊新潮に報じられた。同社の社長で奥下の父・幸義は新潮の取材に対して、元参与が幸義に対し、麻生太郎財務大臣を紹介してくれないか打診してきたが、固辞したと述べていた。

## 選挙歴
| 当落 | 選挙                     | 執行日         | 年齢 | 選挙区       | 政党         | 得票数     | 得票率 | 定数 | 得票順位 /候補者数 | 政党内比例順位 /政党当選者数 |
| ---- | ------------------------ | -------------- | ---- | ------------ | ------------ | ---------- | ------ | ---- | ------------------ | ---------------------------- |
| 落   | 2007年大阪府議会議員選挙 | 2007年04月08日 | 29   | 茨木市選挙区 | 無所属       | 2417票     | 2.76%  | 3    | 6/7                | /                            |
| 落   | 第48回衆議院議員総選挙   | 2017年10月22日 | 42   | 大阪府第7区  | 日本維新の会 | 6万6780票  | 35.39% | 1    | 2/3                | 10/5                         |
| 当   | 第49回衆議院議員総選挙   | 2021年10月31日 | 46   | 大阪府第7区  | 日本維新の会 | 10万2486票 | 45.34% | 1    | 1/5                | /                            |
| 当   | 第50回衆議院議員総選挙   | 2024年10月27日 | 49   | 大阪府第7区  | 日本維新の会 | 9万5367票  | 44.54% | 1    | 1/4                | /                            |